# Will Calhoun
Will Calhoun (New York, 22 luglio 1964) è un batterista statunitense, noto per la collaborazione con i Living Colour.

## Biografia
Cresciuto nel Bronx a New York, è diplomato al Berklee College of Music di Boston in Production and Engineering. È vincitore di decine di premi tra cui il Buddy Rich Jazz Masters Award for outstanding performance by a drummer, i premi Best New Drummer of 1988 e Number One Progressive Drummer dalla rivista Modern Drummer Magazine nel 1989, 1991 e 1992, Best Drummer of 1990 (Rolling Stone).
Prolifico compositore, Calhoun ha collaborato alla creazione di molti brani dei Living Colour con i quali ha ricevuto il premio Grammy Award nel 1989 e nel 1990 per Best Hard Rock Performance (migliore prestazione nel genere Hard rock).
Le sue indiscusse qualità tecniche lo hanno portato inoltre a registrare e suonare nei concerti di diversi artisti inclusi B.B.King, Mick Jagger, Harry Belafonte, Jaco Pastorius, Pharoah Sanders, Jack DeJohnette, Paul Simon, Lou Reed, Marcus Miller, Dr.John, Carly Simon, Herb Alpert, Ron Wood, Wayne Shorter e registrare con Run-DMC e Public Enemy.
Con Doug Wimbish, inoltre ha all'attivo due gruppi musicali: Jungle Funk e Tackhead. Sempre assieme a Wimbish, viene citato da Richard Benson come collaboratori nel brano Prima del veleno, presentata dallo stesso chitarrista italo-inglese durante la puntata del suo programma televisivo Cocktail Micidiale datata 8 dicembre 2006.
Il brano di Richard Benson presentato nella trasmissione è in realtà un estratto (dal minuto 1:25) della canzone "Mar de tranquilidad" di Jose De Castro. 

## Strumentazione
Attualmente suona su una Mapex, con piatti Sabian, pelli Remo, bacchette Vic Firth 3A e doppio pedale Sleishman.